# Червонюк, Евгений Иванович
Евгений Иванович Червонюк (укр. Євген Іванович Червонюк; 18 апреля 1924 — 12 ноября 1982) — украинский, советский оперный певец (бас), педагог. Народный артист СССР (1967).

## Биография
Родился 18 апреля (по другим источникам — 21 апреля) 1924 года в селе Брусилов (ныне посёлок в Житомирском районе Житомирской области, Украина).
В 1941 году учился в артиллерийском училище в Кутаиси (Грузия), откуда ушёл добровольцем на фронт, воевал на Северном Кавказе. 
В 1943 году, после ранения, вернулся в Киев. Учился в Киевском инженерно-строительном институте.
В 1950 году окончил Киевскую консерваторию (ныне Национальная музыкальная академия Украины имени П. И. Чайковского) (класс Д. Г. Евтушенко и И. С. Паторжинского). В 1946—1950 годах выступал в спектаклях оперной студии консерватории.
В 1950—1952 годах — солист Киевского театра оперы и балета им. Т. Шевченко. 
В 1952—1977 — солист Харьковского театра оперы и балета им. Н. Лысенко.
Выступал также как концертный певец. В репертуаре — романсы и песни украинских советских композиторов.
Гастролировал за рубежом (Польша, Чехословакия, Венгрия, Болгария, Румыния, ГДР, Канада, Италия и др.).
С 1960 года преподавал на кафедре сольного пения в Харьковском институте искусств (ныне Харьковский национальный университет искусств имени И. П. Котляревского) (с 1977 — профессор).
Автор статьи «Неувядаемые слова солдата».
Депутат Верховного Совета Украинской ССР 6-8-го созывов.
Скончался 12 ноября 1982 года в Харькове. Похоронен на 2-м городском кладбище.

### Семья
- Жена — Маргарита Ивановна Червонюк, преподаватель кафедры сольного пения Харьковского национального университета искусств им. И. П. Котляревского
- Дети — Ирина и Виктор, оперный певец[4].

## Награды и звания
- Лауреат конкурса вокалистов Международного фестиваля молодёжи и студентов в Будапеште (1949)
- Лауреат Международного конкурса вокалистов в Праге (1950, 1-я премия)
- Народный артист Украинской ССР (1958)[5]
- Народный артист СССР (1967)
- Орден Ленина (1960)
- Медали.

## Партии
- Иван Сусанин — «Иван Сусанин» М. И. Глинки
- Руслан — «Руслан и Людмила» М. И. Глинки
- Борис Годунов — «Борис Годунов» М. П. Мусоргского
- Кончак, Галицкий — «Князь Игорь» А. П. Бородина
- Мефистофель — «Фауст» Ш. Гуно
- Дон Базилио — «Севильский цирюльник» Дж. Россини
- Тарас Бульба — «Тарас Бульба» Н. В. Лысенко
- Выборный — «Наталка Полтавка» Н. В. Лысенко
- Карась — «Запорожец за Дунаем» С. С. Гулака-Артемовского
- Жухрай — «Павел Корчагин» Н. Г. Юхновской (1961)
- Мельник — «Русалка» А. С. Даргомыжского
- Гремин — «Евгений Онегин» П. И. Чайковского
- Кочубей — «Мазепа» П. И. Чайковского
- Король Рене — «Иоланта» П. И. Чайковского
- Арбенин — «Маскарад» А. П. Артамонова (1957)
- Монтанелли — «Овод» А. Э. Спадавеккиа
- Филипп II — «Дон Карлос» Дж. Верди
- Рамфис — «Аида» Дж. Верди
- Дон Паскуале — «Дон Паскуале» Г. Доницетти
- Фальстаф — «Виндзорские проказницы» О. Николаи
- Тарас — «Семья Тараса» Д. Б. Кабалевского
- Кривонос — «Богдан Хмельницкий» К. Ф. Данькевича
- Хома Кичатый — «Назар Стодоля» К. Ф. Данькевича
- Чуб — «Ночь перед Рождеством» Н. А. Римского-Корсакова
- Берник — «Буковинцы» М. В. Карминского (1957)
- Хромченко — «Коммунист» Д. Л. Клебанова (1967)[1].

## Память
- В 1999 году, в Харькове прошёл международный фестиваль басов, посвященный памяти Е. Червонюка.